# 95-я стрелковая дивизия (3-го формирования)
95-я стрелковая дивизия (95 сд) — воинское формирование (соединение, стрелковая дивизия) РККА в Великой Отечественной войне.
Дивизия участвовала в боевых действиях:
- 12.07.1943-23.07.1943
- 01.08.1943-20.02.1944
- 29.05.1944-09.09.1944
- 19.10.1944-09.05.1945

Сокращённое наименование — 95 сд

## История
Дивизия формировалась на базе 121-й стрелковой бригады в период март — апрель 1943 года в районе деревни Павлово (ныне Алексинский район, Тульская область) на основании Приказа Ставки № 46081 от 20.03.1943, под руководством полковника К. Н. Виндушева.
В апреле 1943 года дивизия включена в состав 3-й резервной армии. В июле направлена в состав 21-й армии Западного фронта. В августе дивизия в ходе Смоленской операции перешла в наступление и совместно с другими соединениями овладела городом Ельня. В январе 1944 года в составе 33-й армии дивизия вела бои в районе Витебска. С 21 февраля она была выведена в резерв Ставки ВГК и переброшена на ст. Старица Калининской области. С 29 мая дивизия была включена в состав 2-го Белорусского фронта и в составе 49-й, затем 50-й армий принимала участие в Белорусской, Могилёвской, Минской, Белостокской и Осовецкой наступательных операциях. За успешное форсирование реки Днепр ей было присвоено наименование «Верхнеднепровская» (10.7.1944), за овладение городом и крепостью Гродно она была награждена орденом Красного Знамени (25.07.1944), а за освобождение крепости Осовец — орденом Суворова 2-й ст. (01.09.1944). В сентябре — октябре 1944 года дивизия находилась в резерве Ставки ВГК на доукомплектовании, затем была переброшена в район Люблина в состав 33-й армии 1-го Белорусского фронта. С января 1945 года её части принимали участие в Висло-Одерской и Варшавско-Познанской операциях. В Берлинской операции после успешного прорыва обороны противника части дивизии в составе 33-й армии во взаимодействии с другими армиями 1-го Белорусского и 1-го Украинского фронтов участвовали в разгроме группировки немецких войск, окружённой юго-восточнее Берлина. Боевые действия дивизия завершила 6 мая выходом главных сил к реке Эльба северо-западнее города Дессау.
Расформирована согласно директиве Ставки ВГК № 11095 командующему войсками 1-го Белорусского фронта «О переименовании фронта в группу советских оккупационных войск в Германии и её составе» от 29 мая 1945 года.

## Полное название
95-я Верхнеднепровская Краснознамённая ордена Суворова стрелковая дивизия

## Состав и награды
- 90-й стрелковый полк
- 161-й стрелковый ордена Суворова полк

 (11 июня 1945 года- за участие в боях по ликвидации группы немецких войск, окружённых юго-восточнее Берлина)
- 241-й стрелковый ордена Кутузова полк

 (11 июня 1945 года- за участие в боях по ликвидации группы немецких войск, окружённых юго-восточнее Берлина)
- 57-й артиллерийский ордена Богдана Хмельницкого полк

 (11 июня 1945 года- за участие в боях по ликвидации группы немецких войск, окружённых юго-восточнее Берлина)
- 97-й отдельный самоходно-артиллерийский ордена Ленина[3] дивизион[4] (97 оиптдн)
- 48-й отдельный сапёрный батальон
- 13-я разведывательная рота
- 119-я отдельная рота связи
- 103-й медико-санитарный батальон
- 30-я отдельная рота химзащиты
- 283-я автотранспортная рота
- 174-я полевая хлебопекарня
- 7-й дивизионный ветеринарный лазарет
- 1766-я полевая почтовая станция
- 1723-я полевая касса Госбанка.

## Подчинение
| Дата            | Фронт                 | Армия               | Корпус                 | Примечания |
| --------------- | --------------------- | ------------------- | ---------------------- | ---------- |
| 01.05.1943 года | Резерв Ставки ВГК     | 3-я резервная армия | -                      | -          |
| 01.06.1943 года | Резерв Ставки ВГК     | 3-я резервная армия | -                      | -          |
| 01.07.1943 года | Резерв Ставки ВГК     | 3-я резервная армия |                        | -          |
| 01.08.1943 года | Западный фронт        | 21-я армия          |                        | -          |
| 01.09.1943 года | Западный фронт        | 21-я армия          | 61-й стрелковый корпус | -          |
| 01.10.1943 года | Западный фронт        | 21-я армия          | 61-й стрелковый корпус | -          |
| 01.11.1943 года | Западный фронт        | 68-я армия          | 81-й стрелковый корпус | -          |
| 01.12.1943 года | Западный фронт        | 5-я армия           | 81-й стрелковый корпус | -          |
| 01.01.1944 года | Западный фронт        | 33-я армия          | 81-й стрелковый корпус | -          |
| 01.02.1944 года | Западный фронт        | 33-я армия          | 81-й стрелковый корпус | -          |
| 01.03.1944 года | Резерв Ставки ВГК     | 20-я армия          | 81-й стрелковый корпус | -          |
| 01.04.1944 года | Резерв Ставки ВГК     | 20-я армия          | 81-й стрелковый корпус | -          |
| 01.05.1944 года | Резерв Ставки ВГК     |                     | 81-й стрелковый корпус | -          |
| 01.06.1944 года | 2-й Белорусский фронт |                     | 81-й стрелковый корпус | -          |
| 01.07.1944 года | 2-й Белорусский фронт | 49-я армия          | 81-й стрелковый корпус | -          |
| 01.08.1944 года | 2-й Белорусский фронт | 50-я армия          | 81-й стрелковый корпус | -          |
| 01.09.1944 года | 2-й Белорусский фронт | 50-я армия          | 81-й стрелковый корпус | -          |
| 01.10.1944 года | Резерв Ставки ВГК     | 33-я армия          | 38-й стрелковый корпус | -          |
| 01.11.1944 года | 1-й Белорусский фронт | 33-я армия          | 38-й стрелковый корпус | -          |
| 01.12.1944 года | 1-й Белорусский фронт | 33-я армия          | 38-й стрелковый корпус | -          |
| 01.01.1945 года | 1-й Белорусский фронт | 33-я армия          | 38-й стрелковый корпус | -          |
| 01.02.1945 года | 1-й Белорусский фронт | 33-я армия          | 38-й стрелковый корпус | -          |
| 01.03.1945 года | 1-й Белорусский фронт | 33-я армия          | 38-й стрелковый корпус |            |
| 01.04.1945 года | 1-й Белорусский фронт | 33-я армия          | 38-й стрелковый корпус |            |
| 01.05.1945 года | 1-й Белорусский фронт | 33-я армия          | 62-й стрелковый корпус | -          |

## Командование

### Командиры
- Виндушев, Константин Николаевич (15.04.1943 — 31.12.1943), полковник;
- Фокин, Валентин Иванович (04.01.1944 — 11.01.1944), полковник;
- Голубев, Дмитрий Иванович (12.01.1944 — 20.06.1944), полковник;
- Артемьев, Сергей Константинович (21.06.1944 — 26.04.1945), полковник;
- Ильин, Алексей Иванович (27.04.1945 — ??.07.1945), полковник.

### Заместители командира
- Фокин, Валентин Иванович (??.06.1943 — 22.06.1945), полковник;

## Награды и наименования
| Награда (наименование)                    | Дата                                                      | За что награждена |
| ----------------------------------------- | --------------------------------------------------------- | --- |
| Почётное наименование «Верхнеднепровская» | Приказ Верховного Главнокомандующего от 10 июля 1944 года | За отличие при форсирование реки Днепр |
| Орден Красного Знамени                    | 25 июля 1944 года                                         | За успешное выполнение заданий командования в боях с немецкими захватчиками при овладении городом и крепостью Гродно и проявленные при этом доблесть и мужество                                                                                 |
| Орден Суворова II степени                 | 1 сентября 1944 года                                      | награждена указом Президиума Верховного Совета СССР от 1 сентября 1944 года за образцовое выполнение заданий командования в боях с немецкими захватчиками, за овладение городом и крепостью Осовец и проявленные при этом доблесть и мужество.. |

Личному составу 95-й стрелковой Верхнеднепровской Краснознамённой ордена Суворова дивизии было объявлено четыре благодарности в приказах Верховного Главнокомандующего:
- За форсирование реки Проня западнее города Мстиславль, прорыв сильно укреплённой оборону немцев, овладение районным центром Могилёвской области — городом Чаусы и освобождение более 200 других населённых пунктов, среди которых Черневка, Ждановичи, Хоньковичи, Будино, Васьковичи, Темривичи и Бординичи. 25 июня 1944 года № 117.
- За форсирование реки Днепр и за освобождение крупного областного центра Белоруссии города Могилёв — оперативно важного узла обороны немцев на минском направлении, а также за овладение городами Шклов и Быхов. 28 июня 1944 года № 122.
- За участие в боях по освобождению городом и крепостью Осовец — мощного укреплённого района обороны немцев на реке Бобр, прикрывающего подступы к границам Восточной Пруссии. 14 августа 1944 года № 166.
- За завершение ликвидации группы немецких войск, окружённой юго-восточнее Берлина. 2 мая 1945 года. № 357.

## Отличившиеся воины дивизии
| Награда                | Ф. И. О.                     | Должность                                            | Звание                    | Дата награждения                 | Примечания                                                                                |
| ---------------------- | ---------------------------- | ---------------------------------------------------- | ------------------------- | -------------------------------- | ----------------------------------------------------------------------------------------- |
|                        | Андрющенко, Яков Трофимович  | командир дивизиона 57-го артиллерийского полка       | Капитан                   | 22.08.1944                       |                                                                                           |
|                        | Князьков, Иван Матвеевич     | пулемётчик 241-го стрелкового полка                  | Красноармеец              | 21.07.1944                       |                                                                                           |
|                        | Старченко, Артемий Иванович  | командир батальона 241-го стрелкового полка          | Старший лейтенант ВС СССР | 21.07.1944                       |                                                                                           |
|                        | Стяжкин, Михаил Михайлович   | командир орудия 57-го артиллерийского полка          | Сержант                   | 21.07.1944                       |                                                                                           |
|                        | Фёдоров, Николай Григорьевич | командир батареи 57-го артиллерийского полка         | Старший лейтенант ВС СССР | 31.05.1945                       |                                                                                           |
|                        | Чепрасов, Михаил Дмитриевич  | командир отделения 241-го стрелкового полка          | Старший сержант           | 21.07.1944                       |                                                                                           |
|                        | Чуриков, Николай Степанович  | командир роты 241-го стрелкового полка               | Младший лейтенант         | 21.07.1944                       |                                                                                           |
|                        | Юрков, Дмитрий Григорьевич   | командир взвода 241-го стрелкового полка             | Лейтенант                 | 03.06.1944                       |                                                                                           |
|                        | Алёхин, Иван Васильевич      | командир взвода 90-го стрелкового полка              |                           | 20.09.1944 22.02.1945 15.05.1946 |                                                                                           |
| Орден Красного Знамени | Алибеков, Сайд-Ахмед         | командир взвода 13-й отдельной разведывательной роты | Лейтенант                 | 30.10.1944                       | Представлялся к званию Героя Советского Союза, но был награждён орденом Красного Знамени. |

## В дивизии служили
- Шинкарёв, Василий Степанович (1925—1985) — советский работник сельского хозяйства, Герой Социалистического Труда